# Дигора
Дигора (рус. Дигора) град је у Русији у Северној Осетији-Аланији. Према попису становништва из 2010. у граду је живело 10457 становника.

## Становништво
| 1939. | 1959. | 1970.  | 1979.  | 1989.  | 2002.  | 2010.  |
| ----- | ----- | ------ | ------ | ------ | ------ | ------ |
| 9.700 | 8.352 | 10.642 | 10.642 | 10.875 | 11.819 | 10.457 |